# Rostryggig myrsmyg
Rostryggig myrsmyg (Formicivora rufa) är en fågel i familjen myrfåglar inom ordningen tättingar.

## Utseende och läte
Rostryggig myrsmyg är en liten myrfågel med lång stjärt. Hanen är varmt rostbrun ovan och svart under, med brunaktiga flanker och vitt ögonbrynsstreck. Hoinan är streckad på ansikte och bröst. Sången består av ett utdraget skallrande ljud.

## Utbredning och systematik
Rostryggig myrsmyg delas in i tre underarter med följande utbredning:
- Formicivora rufa urubambae – förekommer lokalt i foten av Anderna i östra Peru (San Martín och Cusco)
- Formicivora rufa chapmani – förekommer i södra Surinam och öst-centrala Brasilien
- Formicivora rufa rufa – förekommer i Amazonområdet i Brasilien, sydöstra Peru, östra Bolivia och Paraguay

## Levnadssätt
Rostryggig myrsmyg hittas i savann och gräsmarker med spridda buskar och träd.

## Status
Arten har ett stort utbredningsområde och beståndet anses vara stabilt. Internationella naturvårdsunionen IUCN listar den därför som livskraftig (LC).